# Sandro Sierra
Carlos Alejandro Sierra Fumero, conocido como Sandro, es un exfutbolista español. Nació en la localidad costera de Las Galletas, perteneciente al municipio de  Arona, en el sur de la isla de Tenerife. Jugaba como mediapunta.

## Trayectoria
Formado en las categorías inferiores del Real Madrid dio el salto al primer equipo, siendo Jorge Valdano entrenador, durante la temporada 1994-95. Al finalizar la temporada siguiente abandonó la disciplina del equipo blanco y jugó durante dos temporada en la UD Las Palmas.
En 1997 se incorporó al Málaga CF, con el que ha jugado varios años en primera división, hasta su pase al Levante Unión Deportiva en la temporada 2003-04. En la temporada 2006-07 tras terminar su contrato con el Levante regreso al Málaga. 
El futbolista colgó sus botas tras expirar su contrato el 30 de junio de 2008. El presidente le ofreció el puesto de director técnico, puesto que ocupó hasta 2011.
En 2008, Sandro fue el pregonero de la Feria de Agosto de Málaga.[cita requerida]
En enero de 2010 publica su autobiografía, titulada 'Mi último pase', que escribe junto a los periodistas malagueños José Luis Malo y Daniel Marín, y editada por la Fundación Málaga Club de Fútbol, en colaboración con la Diputación Provincial de Málaga.
En la actualidad Sandro es vicepresidente del Unión Deportiva Ibarra, en el Fraile (Tenerife).

## Clubes
| Club            | País   | Año       |
| --------------- | ------ | --------- |
| UD Ibarra       | España | 1990-1993 |
| Real Madrid "B" | España | 1993-1996 |
| Real Madrid     | España | 1995-1996 |
| UD Las Palmas   | España | 1996-1997 |
| Málaga CF       | España | 1997-2003 |
| Levante UD      | España | 2003-2006 |
| Málaga CF       | España | 2006-2008 |

## Títulos
- 1 Liga de España (Real Madrid, temporada 1994-1995).
- 2 Campeonatos de la Segunda División española (Málaga CF, temporada 1998-1999, y Levante UD, temporada 2003-2004).
- 1 Subcampeonato de la Segunda División española (Málaga CF, temporada 2007-2008).
- 1 Copa Intertoto de la UEFA (Málaga CF, temporada 2002-2003).